# Narciarstwo alpejskie na Zimowym Olimpijskim Festiwalu Młodzieży Europy 2011
Narciarstwo alpejskie na Zimowym Olimpijskim Festiwalu Młodzieży Europy 2011 – zawody w narciarstwie alpejskim, które odbyły się w dniach 14-18 lutego 2011 roku w czeskim Libercu. Rozegrane zostały po dwie konkurencje dla kobiet i mężczyzn, a także zawody drużynowe.

## Wyniki
| Pozycja | Zawodnik             | Czas    | Strata |
| ------- | -------------------- | ------- | ------ |
|         | Henrik Kristoffersen | 1:36,92 | -      |
|         | Emanuele Buzzi       | 1:37,43 | +0,51  |
|         | Justus Kuukka        | 1:38,19 | +1,27  |
| 4.      | Julian Rauchfuss     | 1:38,46 | +1,54  |
| 5.      | Nils Allègre         | 1:38,59 | +1,67  |
| 6.      | Michele Gualazzi     | 1:38,88 | +1,96  |

| Pozycja | Zawodniczka       | Czas    | Strata |
| ------- | ----------------- | ------- | ------ |
|         | Eli Plut          | 1:40,79 | -      |
|         | Karoline Pichler  | 1:41,70 | +0,91  |
|         | Sabrina Maier     | 1:41,87 | +1,08  |
| 4.      | Rahel Kopp        | 1:42,28 | +1,49  |
| 5.      | Christine Scheyer | 1:42,31 | +1,52  |
| 6.      | Marlene Schmotz   | 1:42,42 | +1,63  |

| Pozycja | Zawodnik                 | Czas    | Strata |
| ------- | ------------------------ | ------- | ------ |
|         | Henrik Kristoffersen     | 1:24,10 | -      |
|         | Anthony Bonvin           | 1:25,05 | +0,95  |
|         | Adrian Smiseth Sejersted | 1:26,51 | +2,41  |
| 4.      | Raffael Breu             | 1:26,70 | +2,60  |
| 5.      | Julian Rauchfuss         | 1:27,42 | +3,32  |
| 6.      | Max-Gordon Sundquist     | 1:27,49 | +3,39  |

| Pozycja | Zawodniczka          | Czas    | Strata |
| ------- | -------------------- | ------- | ------ |
|         | Charlotta Säfvenberg | 1:24,89 | -      |
|         | Eli Plut             | 1:24,92 | +0,03  |
|         | Sabrina Maier        | 1:25,87 | +0,98  |
| 4.      | Rahel Kopp           | 1:26,59 | +1,70  |
| 5.      | Anne Kissling        | 1:26,95 | +2,06  |
| 6.      | Federica Sossio      | 1:26,96 | +2,07  |

### Drużynowo
18 lutego
| Złoto | Srebro                                                                                     | Brąz |
| Szwecja Lisa Blomqvist · Magdalena Fjällström · Charlotta Säfvenberg · Dan Axel Grahn · Felix Monsén · Max-Gordon Sundquist | Szwajcaria Rahel Kopp · Corinne Suter · Samuel Antonin · Emanuel Bellwald · Anthony Bonvin | Włochy Valentina Cillara Rossi · Karoline Pichler · Federica Sosio · Emanuele Buzzi · Michele Gualazzi · Daniele Sorio |

## Klasyfikacja medalowa
| Miejsce | Państwo    |   |   |   | Razem |
| ------- | ---------- | - | - | - | ----- |
| 1.      | Norwegia   | 2 | 0 | 1 | 3     |
| 2.      | Szwecja    | 2 | 0 | 0 | 2     |
| 3.      | Słowenia   | 1 | 1 | 0 | 2     |
| 4.      | Włochy     | 0 | 2 | 1 | 3     |
| 5.      | Szwajcaria | 0 | 2 | 0 | 2     |
| 6.      | Austria    | 0 | 0 | 2 | 2     |
| 7.      | Finlandia  | 0 | 0 | 1 | 1     |